# Yambio
Yambio (in arabo يامبيو‎?) è la capitale del governatorato dell'Equatoria occidentale del Sudan del Sud, situata vicino al confine con il Congo. Yambio è la città natale delle persone di etnia Azande.

## Società

### Evoluzione demografica
| Anno              | Popolazione |
| ----------------- | ----------- |
| 1973 (Censimento) | 6.675       |
| 1983 (Censimento) | 24.927      |
| 2007 (Stima)      | 41.997      |